# Böjti lepel
A böjti lepel (latinul: velum quadragesimal) a római katolikus és evangélikus templomokban – általában a teljes nagyböjti időszakban – vagy legalább a húsvét előtti két közvetlen héten át – a templom szentélyében kerül elhelyezésre. Rituális feladata az, hogy a gyülekezet szeme elől optikailag eltakarja mindazokat a szertartási kellékeket és más relikviákat, értékes tárgyakat, amelyek látványa elterelné figyelmüket a szertartáson való ájtatos részvételtől. A böjti lepel egyszerűbb változatán túl számos változat művészi minőségben készül – ábrázolási módjukban és tartalmukban területi-, etnikai jellegzetességeket is hordoznak. A német-flamand nyelvterületen még napjainkban is élő kultusza van.

## Ismert, értékes böjti lepelek
- Gurki románkori bazilika 1458-ban készített Fastentuch-ja – horizontális rendszerbe szervezett 99 egyedi motívumával – az említett művek csúcspontját képviseli. A Konrad von Friesach által 1458-ban elkészített alkotás a maga 9x9 méteres méretével Ausztria legnagyobb és legismertebb műalkotása, a műfaj csúcspontját képviseli.
- Freiburgi székesegyház böjti lepelje kitisztult, könnyen átlátható szerkesztési módjával tűnik ki.
- Gröden múzeumában állítottak ki egy 24 ábrázolást tartalmazó, 4,75x3,65 méteres alkotást.
- Bécsben, az Österreichischen Museum für Volkskunde kiállításán szerepel egy 32 m2-es 36 képmezős alkotás, amely feltételezhetően a karintiai vidékről való és 1640-es keltezési adatot tartalmaz.
- Bernauban (Berlin mellett) 2008 márciusában készítették a helyi zenei és sportgimnáziumban. Ez a legnagyobb böjti lepel: 400 négyzetméter a területe. Három hét alatt készítették el az iskola diákjai.

## Galéria

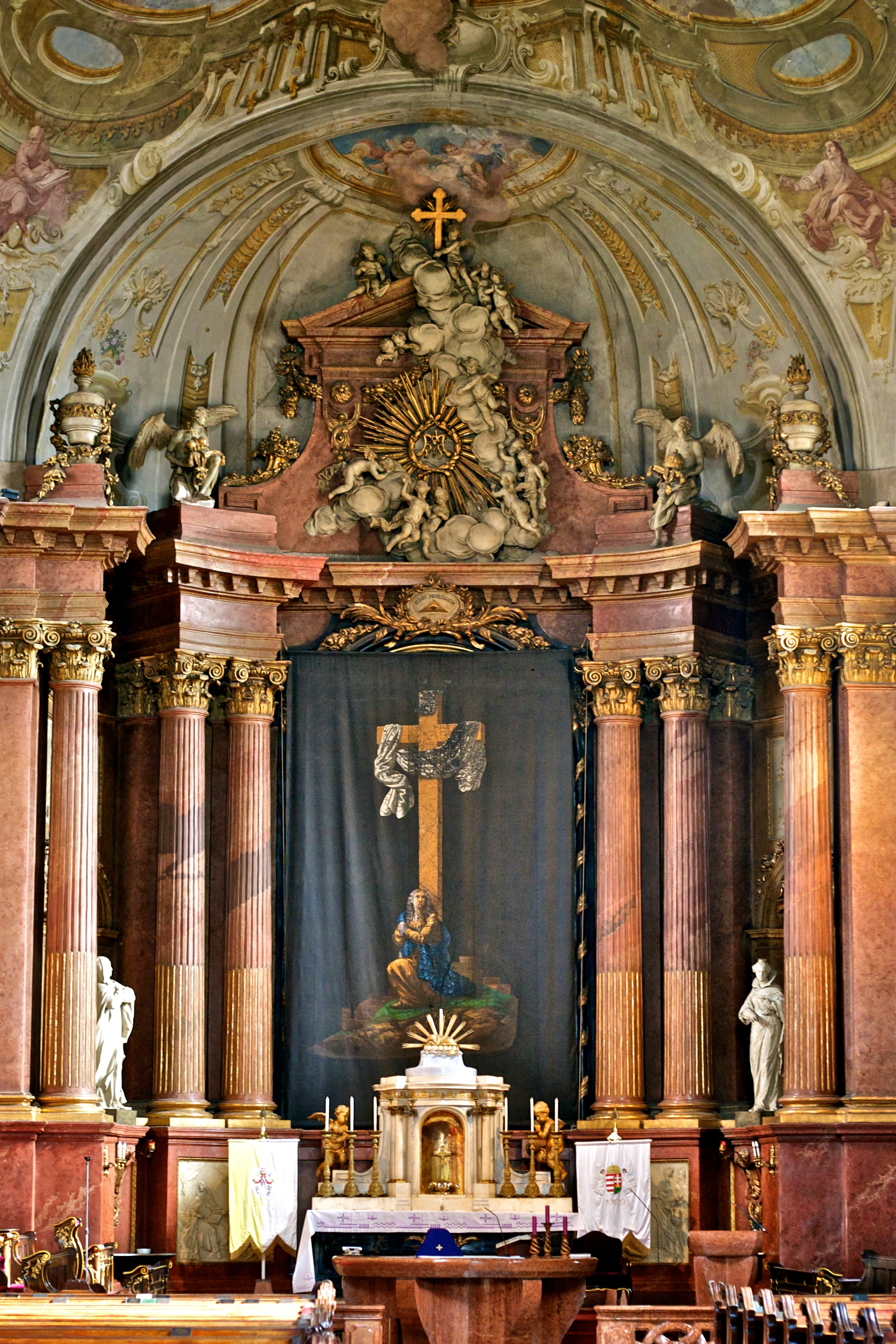
Szent István-bazilika, Székesfehérvár
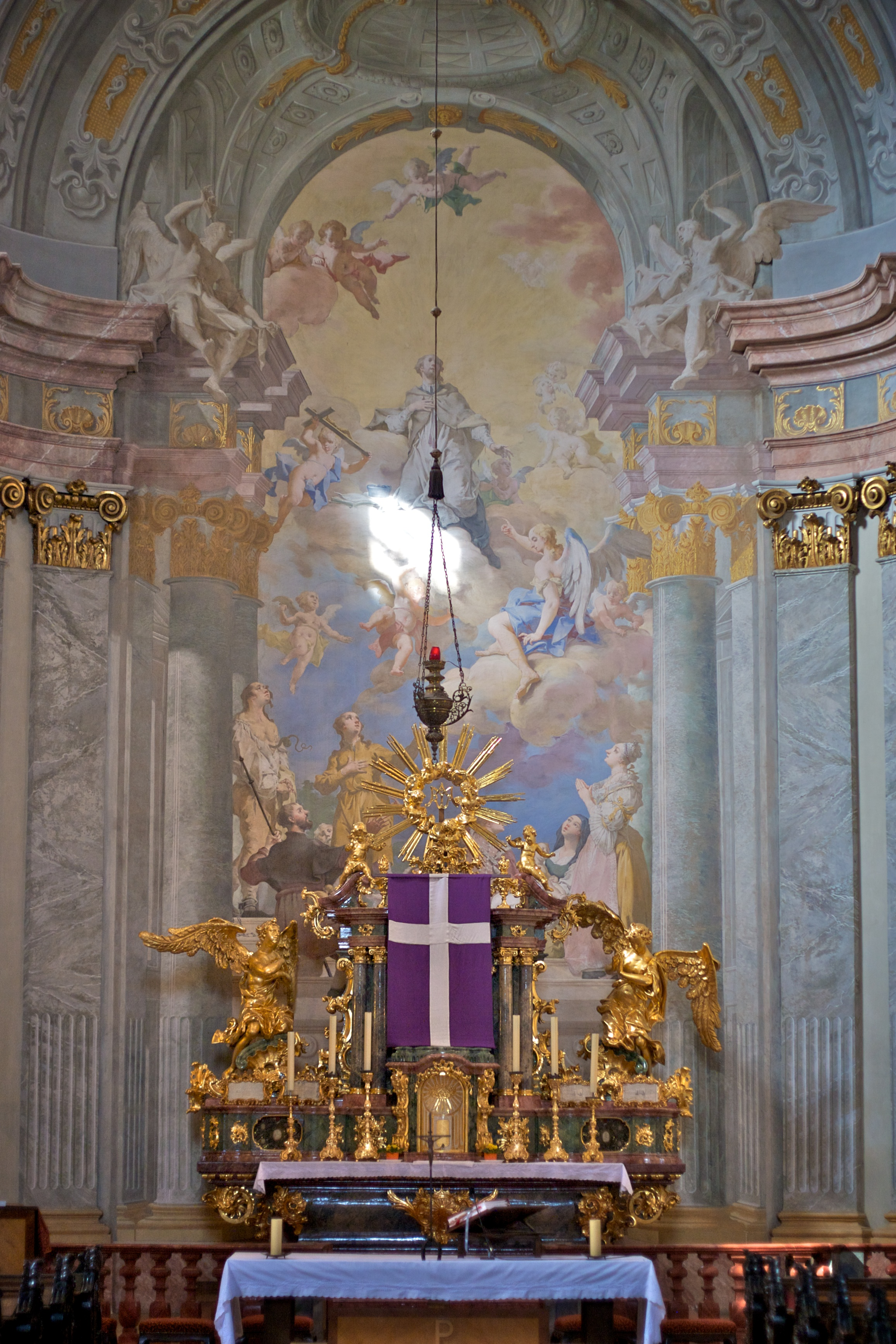
Ciszterci templom, Székesfehérvár
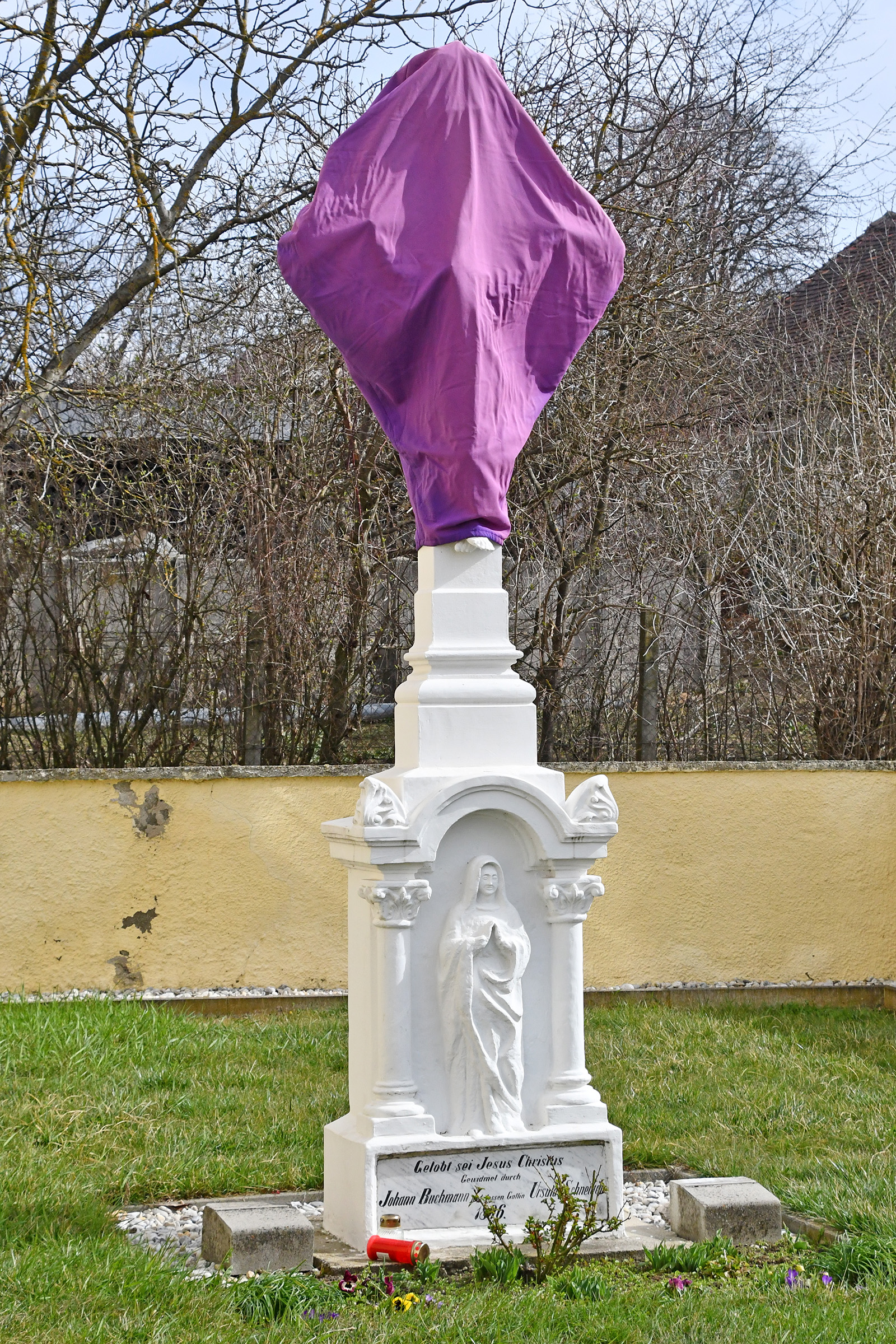
Horvátlövői kálváriakereszt nagyböjt idején
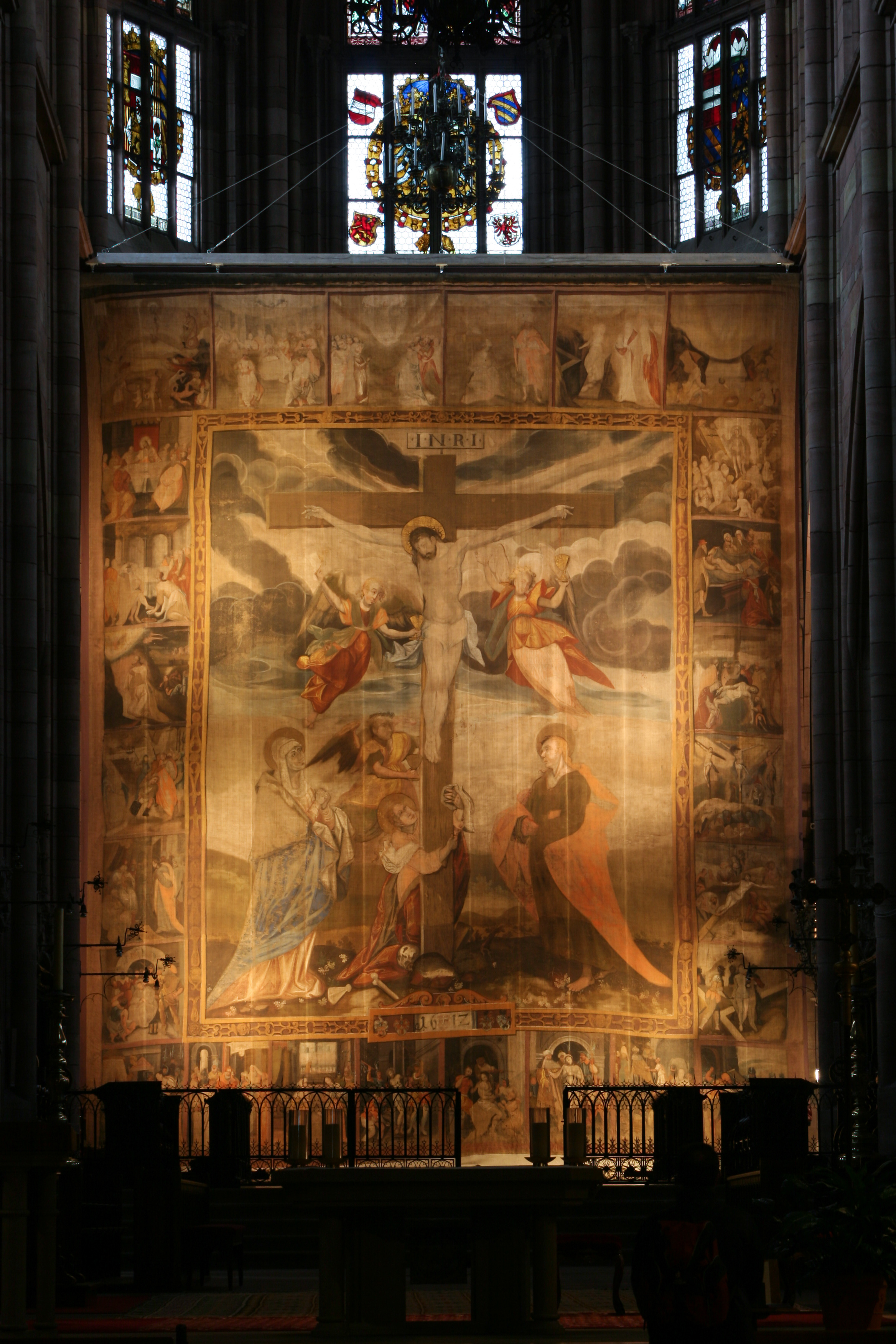
Freiburg im Breisgau-i Miasszonyunk-székesegyház

## Fordítás
- Ez a szócikk részben vagy egészben  a   Fastentuch című német Wikipédia-szócikk ezen változatának fordításán alapul.  Az eredeti cikk szerkesztőit annak laptörténete sorolja fel. Ez a jelzés csupán a megfogalmazás eredetét és a szerzői jogokat jelzi, nem szolgál a cikkben szereplő információk forrásmegjelöléseként.